# Mezinárodní biologická olympiáda
Mezinárodní biologická olympiáda (angl. International Biology Olympiad, zkr. IBO) je celosvětově nejvyšší možné kolo biologické olympiády pro žáky gymnázií. Mohou se ho účastnit pouze nejlepší soutěžící, kteří úspěšně prošli celou kategorií A a dvěma následujícími soustředěními. Z každého státu na něj mohou postoupit maximálně 4 soutěžící.
Československo patřilo spolu s Polskem a Maďarskem k zakládajícím zemím mezinárodní biologické olympiády. První ročník IBO se konal v Olomouci v roce 1990. Každý rok se IBO pořádá v jiné zemi kdekoli ve světě. Prvního ročníku IBO se v roce 1990 účastnilo 6 států a 22 soutěžících. V letech 2014 a 2015 se IBO účastnilo 61 států a počet soutěžících se vyšplhal na téměř 240.

## Průběh
Úlohy jsou velmi obtížné. IBO probíhá v průběhu několika dní. Po příjezdu do země je oddělen pedagogický doprovod od soutěžících. Doprovod má za úkol přeložit soutěžní úlohy do národního jazyka. Soutěžící mají mezitím pestrý program. Po opravení úloh se sečtou body a vyhlásí výsledky. Medaile se neudělují jen třem nejlepším, ale pásmům nejlepších soutěžích: prvních 10 % ve výsledkové listině získá zlatou medaili, dalších 15 % stříbrnou a dalších 30 % bronzovou.

## Výsledky mezinárodní biologické olympiády
Zdroj: výsledkové listiny mezinárodní biologické olympiády
| Rok  | Místo konání                                | Celkový počet účastníků | Reprezentanti (umístění)                                                                  | Počet medailí | Počet medailí | Počet medailí |
| Rok  | Místo konání                                | Celkový počet účastníků | Reprezentanti (umístění)                                                                  | 🥇            | 🥈            | 🥉            |
| ---- | ------------------------------------------- | ----------------------- | ----------------------------------------------------------------------------------------- | ------------- | ------------- | ------------- |
| 1990 | Olomouc, Československo                     | 22                      | 1. Vojiková, 2. Zitková, 8. Minárik, 11. Libosvárová                                      | 2             | –             | 1             |
| 1991 | Machačkala, Sovětský svaz                   | 34                      | 7. Jan Votýpka, 9. Eva Vojíková, 16. Jan Jansa, 28. Tibor Skrabský                        | –             | 2             | 1             |
| 1992 | Poprad, Československo                      | 52                      | 1. Stanislav Lhota, 5. Froňková, 13. Štítnický, 15. Lenka Kratzerová,                     | 1             | 3             | –             |
| 1993 | Utrecht, Nizozemsko                         | 60                      | 2. Stanislav Lhota, 13. Lenka Kratzerová, 20. Pavel Hulva, 33. Ivana Kotorová             | 1             | 1             | 2             |
| 1994 | Varna, Bulharsko                            | 72                      | 3. Pavel Hulva, 4. Adam Petrusek, 32. Tomáš Valenta, 37. Jan Mourek                       | 2             | –             | 2             |
| 1995 | Bangkok, Thajsko                            | 87                      | 4. Fabiánová, 7. Jiří Libus, 23. Jan Mourek, 30. Weinbergerová                            | 2             | 1             | 1             |
| 1996 | Artěk, Ukrajina                             | 91                      | 35. Marek Eliáš, 59. Ivan Čepička, 67. Petr Kment, 83. Milan Řezáč                        | –             | –             | 1             |
| 1997 | Ašchabad, Turkmenistán                      | 108                     | 14. Marek Eliáš, 31. Jindra Fišerová, 34. Jitka Rudolfová, 48. Vladimír Varga             | –             | 3             | 1             |
| 1998 | Kiel, Německo                               | 131                     | 2. Pavel Cahyna, 21. Přemysl Falt, 36. Jitka Rudolfová, 50. Petr Bogusch                  | 1             | 2             | 1             |
| 1999 | Uppsala, Švédsko                            | 134                     | 17. Martin Kostka, 35. Přemysl Falt, 81. Miroslav Srba, 96. Petr Šípek                    | –             | 2             | 1             |
| 2000 | Antalya, Turecko                            | 150                     | 37. Martin Fikáček, 58. Miroslav Srba, 62. Jakub Straka, 72. Klára Hoffmannova            | –             | 1             | 3             |
| 2001 | Brusel, Belgie                              | 151                     | 48. Jakub Těšitel, 53. David Novotný, 61. Petr Janšta, 105. Magdalena Kubešová            | –             | –             | 3             |
| 2002 | Jurmala-Riga, Lotyšsko                      | 155                     | 39. Jakub Těšitel, 71. Filip Kolář, 79. Kateřina Rezková, 104. Eva Kozubíková             | –             | 1             | 2             |
| 2003 | Minsk, Bělorusko                            | 163                     | 47. Jaroslav Nunvář, 48. Pavla Spáčilová, 80. Lukáš Chmátal, 81. Petr Synek               | –             | 2             | 2             |
| 2004 | Brisbane, Austrálie                         | 159                     | 59. Filip Kolář, 61. Jaroslav Nunvář, 67. Zdeněk Janovský, 80. Petr Synek                 | –             | –             | 4             |
| 2005 | Peking, Čína                                | 197                     | 44. Ivana Vonková, 46. Zdeněk Janovský, 71. Petr Zouhar, 112. Jaroslav Icha               | –             | 2             | 2             |
| 2006 | Rio Cuarto, Argentina                       | 185                     | 51. Jaroslav Icha, 75. Jiří Svoboda, 88. Jan Fíla, 140. Michael Mikát                     | –             | 1             | 2             |
| 2007 | Saskatoon, Kanada                           | 192                     | 25. Jan Fíla, 86. Martin Frodl, 118. Lucie Hájková, 137. Ondřej Korábek                   | –             | 1             | 1             |
| 2008 | Bombaj, Indie                               | 220                     | 31. Martin Frodl, 83. Ondřej Korábek, 99. Anna Hartmanová, 106. Tereza Nedvědová          | –             | 1             | 3             |
| 2009 | Tsukuba, Japonsko                           | 221                     | 28. Michael Mikát, 61. Jan Smyčka, 64. Tereza Nedvědová, 70. Jana Faltýnková              | –             | 3             | 1             |
| 2010 | Čchangwon, Jižní Korea                      | 233                     | 48. Jan Smyčka, 58. Jitka Tuková, 59. Jana Faltýnková, 79. Vojtěch Dostál                 | –             | 3             | 1             |
| 2011 | Tchaj-pej, Tchaj-wan                        | 227                     | 78. Karel Kodejš, 96. Lenka Čurnová, 98. Kateřina Medková, 120. Václav Nuc                | –             | –             | 4             |
| 2012 | Singapur, Singapur                          | 239                     | 71. Magdalena Holcová, 84. Lenka Čurnová, 92. Eva Vojáčková, 104. Quang Hiep Bui          | –             | 1             | 3             |
| 2013 | Bern, Švýcarsko                             | 239                     | 50. Magdalena Holcová, 69. Jan Petržílek, 94. Anna Soldánová, 95. Tomáš Zdobinský         | –             | 2             | 2             |
| 2014 | Bali, Indonésie                             | 238                     | 65. Květa Trávníčková, 74. Tomáš Zdobinský, 102. Eliška Havrdová, 149. Doubravka Požárová | –             | 1             | 2             |
| 2015 | Aarhus, Dánsko                              | 239                     | 35. Doubravka Požárová, 36. Václav Bočan, 53. Eliška Havrdová, 96. Petra Jodasová         | –             | 3             | 1             |
| 2016 | Hanoj, Vietnam                              | 252                     | 45. Kateřina Kubíková, 48. Václav Bočan, 69. Jan Pražák, 76. Zuzana Konvičková            | –             | 4             | –             |
| 2017 | Warwick, Spojené království                 | 245                     | 5. Kateřina Kubíková, 53. Lukáš Fiedler, 60. Vojtěch Brož, 91. Klára Pekařová             | 1             | 2             | 1             |
| 2018 | Teherán, Írán                               | 280                     | 32. Vojtěch Brož, 47. Jiří Janoušek, 59. Lukáš Fiedler, 60. Jonáš Vlasák                  | –             | 4             | –             |
| 2019 | Segedín, Maďarsko                           | 285                     | 53. Anna Hýsková, 76. Kateřina Bezányiová, 82. Kateřina Čermáková, 168. Ondřej Pelánek    | –             | 3             | 1             |
| 2020 | Nagasaki, Japonsko (Špindlerův Mlýn, Česko) | 186                     | Jiří Janoušek, Ondřej Pelánek, Tereza Maxerová, Jan Tulis                                 | 1             | 1             | 2             |
| 2021 | Lisabon, Portugalsko (Hnanice, Česko)       |                         | Marek Pavlica, Matěj Pokorný, Tereza Maxerová, Matěj Vostrčil                             | 1             | 2             | 1             |
| 2022 | Jerevan, Arménie                            | 237                     | 5. Marek Pavlica, 68. Daniel Čičovský, 77. Matěj Pokorný, 93. Matěj Vostrčil              | 1             | 1             | 2             |
| 2023 | Al Ajn, Spojené arabské emiráty             | 293                     | 78. Šimon Vlach, 82. Matěj Pokorný, 120. Martin Kubeš, 166. Anežka Zamouřilová            | –             | 2             | 2             |
| 2024 | Astana, Kazachstán                          | 286                     | 84. Adrian Svoboda, 107. Ema Krumniklová, 113. Jakub Krutina, 143. Jáchym Vodenka         | –             | 1             | 3             |